# Howard Morris
Howard Jerome Morris (4 de septiembre de 1919 – 21 de mayo de 2005) fue un actor, humorista, y director estadounidense, conocido por su papel de Ernest T. Bass en The Andy Griffith Show, así como por encarnar al "Tío Goopy" en uno de los más célebres sketches de la historia, emitido en el programa de Sid Caesar Your Show of Shows (1954).

## Biografía

### Inicios y carrera
Su nombre completo era Howard Jerome Morris, y nació en El Bronx, Nueva York, en el seno de una familia de origen judío, siendo sus padres Elsie y Hugo Morris, ejecutivo de una empresa del caucho. Durante la Segunda Guerra Mundial sirvió en el Ejército de los Estados Unidos destinado en la unidad de entretenimiento, alcanzando el empleo de Primer Sargento. Maurice Evans comandaba la unidad, y Carl Reiner y Werner Klemperer eran soldados de la misma. Con base en Honolulu, entretenían a las tropas desplegadas por el Pacífico.
Se hizo conocido por sus actuaciones en el programa de Sid Caesar Your Show of Shows (un show de números cómicos emitido en directo entre 1950 y 1954). En abril de 1954 Morris se asoció con Caesar y Carl Reiner para crear "This Is Your Story", una parodia de 11 minutos del programa de Ralph Edwards This Is Your Life, el mejor de sus números, según Morris.
Morris también actuó en dos ocasiones en 1957 en episodios de la serie de variedades de la NBC The Polly Bergen Show.
Aunque Morris tenía una formación teatral clásica y era actor  de Shakespeare, se hizo famoso por encarnar a Ernest T. Bass en The Andy Griffith Show. Además fue George, un mecánico televisivo en el episodio "Andy and Helen have their Day" del show de Andy Griffith. Fue protagonista de uno de los más cómicos episodios de la serie The Twilight Zone, "I Dream of Genie". Otros de sus papeles fueron el de Elmer Kelp en El profesor chiflado, un empleado de los estudios de cine en el corto Star Spangled Salesman, y un tasador de arte en la entrega de The Dick Van Dyke Show. Además actuó en varios espectáculos del circuito de Broadway, entre ellos Finian's Rainbow en 1960 encarnando a Og acompañando a Bobby Howes. Fue también Schmidlap en Way... Way Out, y actuó en el film Boys' Night Out (1962),  protagonizado por Tony Randall, Kim Novak y James Garner.

### Doblaje
Morris fue actor de voz por vez primera en producciones de animación de los primeros años 1960. Junto a Allan Melvin trabajó en 50 episodios de la serie de King Features Syndicate Beetle Bailey, de la cual escribieron varias de las entregas. También dio voz al film de Gene Deitch ganador de un Premio Oscar Munro, sobre un niño de cuatro años alistado en el Ejército.
A partir de 1962, Morris fue actor de voz en diferentes producciones de Hanna-Barbera, entre ellas Los Supersónicos (cantando el tema "Eep opp ork ah ah!") y Los Picapiedra. Fue la voz original de La Hormiga Atómica y dio voz al Sr. Peebles en Maguila Gorila, trabajando junto a Allan Melvin, que doblaba a Maguila. Morris fue también la voz de Casioso, utilizando un tono similar al de Bill Scott con Bullwinkle J. Moose. Morris tuvo un desacuerdo con Joseph Barbera antes de la temporada 1966-1967 de Maguila Gorila y La  Hormiga Atómica, por lo cual todas las voces fueron cambiadas, utilizando para las mismas a Don Messick. Años más tarde los dos se reconciliaron, y Morris volvió a doblar a sus personajes y a otros nuevos. Otra producción en la que trabajó fue The Archies en 1968-1977, doblando a Forsythe "Jughead" Jones.
Otro de los personajes de Morris fueron el Profesor Icenstein y Luigi La Bounci en la serie Galaxy High. Fue también el Mayor McCheese y después el Hamburglar (sustituyendo a Larry Storch en 1986) en la campaña promocional de McDonald's llamada McDonaldland, la cual también fue dirigida por Morris. Morris dio voz igualmente a Wade Duck en los segmentos de U.S. Acres Garfield y sus amigos, fue Webbly en El mundo de Bobby y Flem en Cow and Chicken. En los anuncios comerciales de Qantas emitidos por televisión entre 1967 y 1992, Morris dio voz a un koala que se quejaba que la afluencia de turistas hacia Australia disturbaban su tranquilidad, y también fue el topo en las producciones de The Walt Disney Company Winnie the Pooh y el árbol de miel y Winnie the Pooh and the Blustery Day. 
Aunque Morris continuó trabajando como actor de voz, también inició una nueva trayectoria como director de doblaje. Entre los proyectos dirigidos por él figuran Loca academia de policía, Las aventuras de Ricky Ricón, Bionic Six la familia biónica, Goin' Coconuts, Pole Position, Galaxy High, Los Snorkels, The Mighty Orbots, Rose Petal Place, El Padrino, Dragon's Lair, Tom y Jerry: la película, Turbo Teen, Cabbage Patch Kids: First Christmas, Little Clowns of Happytown, The Little Wizards, Space Stars y Kidd Video.

### Últimos años
Morris dirigió algunos episodios de Hogan's Heroes, The Dick Van Dyke Show y el piloto en blanco y negro de Superagente 86.
Morris también dirigió a Doris Day en su última película, With Six You Get Eggroll (1968). Otras de sus películas fueron Don't Drink the Water (1969) y Who's Minding the Mint? (1967).
Mel Brooks escogió en algunas ocasiones a Morris para actuar en sus producciones. Por ejemplo, fue el psiquiatra de Brooks, Dr. Lilloman, en la comedia High Anxiety (1977), el portavoz de la corte en La loca historia del Mundo (1981), y Sailor en ¡Qué asco de vida! (1991).
En 1984 interpretó al Dr. Zidell en Splash, cinta dirigida por Ron Howard (los dos habían trabajado en The Andy Griffith Show). Actuó junto a su viejo amigo Sid Caesar en la película de 1998 The Wonderful Ice Cream Suit.
Poco antes de su muerte, Morris fue Flem en Cow and Chicken. El actor falleció el 21 de mayo de 2005 en Los Ángeles, California, a causa de una insuficiencia cardiaca. Asistió a su funeral Carl Reiner, que elogió su figura. Fue enterrado en el Cementerio Hillside Memorial Park de Culver City, California.

## Filmografía (selección)

### Como actor
- 1962 : Boys' Night Out
- 1962 : 40 Pounds of Trouble
- 1963 : El profesor chiflado
- 1963 : Loopy De Loop
- 1965 : Fluffy
- 1966 : Winnie the Pooh y el árbol de miel
- 1966 : Alice of Wonderland in Paris
- 1966 : Way...Way Out
- 1967 : The Big Mouth
- 1968 : With Six You Get Eggroll
- 1968 : Winnie the Pooh and the Blustery Day
- 1969 : Don't Drink the Water
- 1969 : The Comic
- 1972 : Daffy Duck and Porky Pig Meet the Groovie Goolies
- 1973 : Ten from Your Show of Shows
- 1977 : The Many Adventures of Winnie the Pooh
- 1977 : High Anxiety
- 1981 : La loca historia del Mundo
- 1984 : Splash
- 1986 : Return to Mayberry (telefilm)
- 1987 : End of the Line
- 1989 : Transylvania Twist
- 1991 : ¡Qué asco de vida!
- 1992 : Tom y Jerry: la película
- 1993 : I Yabba-Dabba Do! (telefilm)
- 1993 : Hollyrock-a-Bye Baby (telefilm)
- 1994 : A Flintstones Christmas Carol (telefilm)
- 1997 : Lasting Silents
- 1998 : The Wonderful Ice Cream Suit

### Como director
- 1967 : Who's Minding the Mint?
- 1968 : With Six You Get Eggroll
- 1969 : Don't Drink the Water
- 1978 : Goin' Coconuts

## Televisión

### Actor
- 1961 : Randall, el justiciero, episodio Detour
- 1962 : Alfred Hitchcock presenta, episodio Most Likely to Succeed
- 1962-1965 : Los Picapiedra, 28 episodios
- 1962-1987 : Los Supersónicos, 14 episodios
- 1963 : The Twilight Zone, temporada 4, episodio I Dream of Genie
- 1963 : The Dick Van Dyke Show, episodio The Masterpiece
- 1963 : Beetle Bailey
- 1963-1965 : The Andy Griffith Show, 8 episodios
- 1964 : The Danny Thomas Show, episodio The Leprechaun
- 1964-1965 : Maguila Gorila
- 1964-1966 : Punkin Puss y Mush Mouse
- 1964-1966 : Casioso y Achú
- 1965 : Inspector Ardilla
- 1965 : The Famous Adventures of Mr. Magoo
- 1965-1966 : La Hormiga Atómica
- 1966 : Alice in Wonderland or What's a Nice Kid Like You Doing in a Place Like This?
- 1968-1978 : The Archie Show
- 1972 : The Banana Splits in Hocus Pocus Park
- 1979 : El Programa de Aventuras y Comedia del Hombre Plástico
- 1979 : Legends of the Superheroes, especiales  The Challenge y The Roast
- 1980-1983 : La isla de la fantasía, 2 episodios
- 1982 : Shirt Tales – Los rescatadores
- 1982-1984 : Trapper John M.D., 5 episodios
- 1983 : Alvin & the Chipmunks
- 1984 : The Yellow Rose, episodio Sport of Kings
- 1985 : Los 13 fantasmas de Scooby-Doo
- 1985 : Star Fairies
- 1985 : Los Snorkels
- 1985-1986 : Paw Paws
- 1986-1988 : Los pequeños Picapiedra
- 1986 : Galaxy High
- 1986-1993 : Sesame Street
- 1987 : Los osos Gummi
- 1987-1989 : Patoaventuras
- 1987 : Little Clowns of Happytown
- 1988 : Superman, episodio Triple-Play/The Circus
- 1988 : The New Yogi Bear Show
- 1988-1989 : Fantastic Max
- 1988-1994 : Garfield y sus amigos, 121 episodios
- 1989 : The Further Adventures of SuperTed
- 1989 : The Adventures of Ronald McDonald: McTreasure Island
- 1989 : Murder, She Wrote, episodio Something Borrowed, Someone Blue
- 1990 : Midnight Patrol: Adventures in the Dream Zone, 13 episodios
- 1990 : Chip 'n Dale: Rescue Rangers
- 1991 : Yo Yogui!
- 1991 : TaleSpin
- 1997-1999 : Cow and Chicken
- 1997-2000 : I Am Weasel

### Director
- 1963-1965 : The Dick Van Dyke Show, episodios The Ballad of the Betty Lou/A Nice, Friendly Game of Cards/Scratch My Car and Die/The Return of Edwin Carp/The Case of the Pillow
- 1964 : The Andy Griffith Show, episodios Barney's Bloodhound/The Darling Baby/Andy and Helen Have Their Day/Three Wishes for Opie/Otis Sues the County
- 1965 : Superagente 86, episodio Mr. Big
- 1965 : The Patty Duke Show
- 1965-1966 : Bewitched, episodios We're in for a Bad Spell/Junior Executive/Prodigy
- 1965-1967 : Hogan's Heroes, 14 episodios
- 1965 : A Secret Agent's Dilemma, or A Clear Case of Mind Over Mata Hari (telefilm)
- 1966 : Good Old Days (telefilm)
- 1966 : Laredo, episodio That's Noway, Thataway
- 1977 : Laverne & Shirley, episodio Frank's Fling
- 1980 : The Beatrice Arthur Special (telefilm)
- 1985-1986 : Trapper John M.D., episodios Billboard Barney y Life, Death and Dr. Christmas